# Monster Allergy (televisieserie)
Monster Allergy is een Italiaans-Frans-Duitse animatieserie gebaseerd op de gelijknamige Italiaanse stripreeks. Er verschenen 2 seizoenen Het eerste seizoen verscheen in 2005 en 2006. Het tweede verscheen in 2007 en 2008.
In België en Nederland verscheen de serie op 2 september 2006 op de zender Nickelodeon.

## Verhaal
In het dorpje Oldmill Village nabij de stad Bigburg woont Zick. In zijn wereld wonen ook monsters, maar die kunnen slechts gezien worden door een kleine groep mensen. Een deel van de mensen die de monsters kunnen zien, worden temmers genoemd en Zick is er eentje. Temmers hebben bepaalde krachten waarmee ze onder andere monsters kunnen aanvallen of opsluiten. Zick woont bij zijn moeder en een groep monsters onder leiding van hun mentor Fabian. Mentors zijn hele krachtige monsters die verantwoordelijk zijn voor het bestuur van de monsterwereld. Wanneer monsters de wetten van hun stad overtreden, worden ze als straf naar een huis gestuurd bij een temmer en een mentor. De mentors in zo'n huis hebben de gedaante van een kat, maar ze kunnen van gedaante veranderen. In zulke dorpen wonen er ook geesten en de meeste geesten eten monsters, maar de temmers en de mentors beschermen hen indien ze blijven. Ook wonen er 2 goede geesten in dat huis die de grootouders van Zick zijn.
Wanneer het meisje Elena naast Zick komt wonen, worden ze vrienden. Ondertussen wil de gorka (een soort monster) Magnakat de monsterstad overnemen, maar Zick en de andere temmers proberen dat te verhinderen. Later komt Zick's vader erbij en de hoge mentor Jeremy. Magnakat krijgt hulp van de andere gorka's en een groep slaven.

## Personages
| Naam              | Nederlandstalige stem  | Originele stem       | Korte beschrijving                                   |
| ----------------- | ---------------------- | -------------------- | ---------------------------------------------------- |
| Zick              | Charly Luske           | Monica Ward          | Een temmer en een hoofdpersonage                     |
| Elena             | Vivienne van den Assem | Monica Ward          | Elena, het buurmeisje van Zick en een hoofdpersonage |
| Lay Mamery        | Peggy Vrijens          | Loredana Nicosia     |                                                      |
| Fabian            | Buddy Vedder           | Oliviero Dinelli     | Een mentor en de huiskat van Zick                    |
| Magnacat          | Dragan Bakema          | Roberto Draghetti    | Een gorka (monster) en de antagonist                 |
| Bombo             |                        | Pietro Ubaldi        | Een monster dat bij Zick woont                       |
| Ella              |                        | Alessandra Korompay  | De moeder van Zick                                   |
| Jeremy            | Trevor Reekers         | Ambrogio Colombo     | Een hoge mentor en een huiskat van Zick              |
| Zob Zick          | Guido van Gend         | Andrea Ward          | Zick's vader en een temmer                           |
| Julie             | Raymonde de Kuyper     | Giò Giò Rapattoni    |                                                      |
| Teddy             |                        | Massimo Di Benedetto | Zick's vriend en rivaal                              |
| Lardine           |                        | Cinzia Massironi     | Een mentor die soms bij Elena woont                  |
| Grootvader Theo   |                        | Pietro Ubaldi        | Een geest en grootvader van Zick                     |
| Grootmoeder Tessa |                        | Caterina Rochira     | Een geest en grootmoeder van Zick                    |
| Omnikot           |                        |                      | Een gorka en dienaar van Magnacat                    |
| Omniset           |                        |                      | Een gorka en dienaar van Magnacat                    |

## Italiaanse versie
- Italiaanse Nabewerking: Sample SRL

## Nederlandse versie
- Nederlandse Nabewerking: Creative Sounds BV

## Geschiedenis
De stripreeks verscheen van oktober 2003 tot februari 2006. Er verschenen in die periode 29 albums. In augustus 2004 werd deze animatieserie aangekondigd gebaseerd op die stripreeks en dat die serie in september 2005 zou verschijnen.
Het eerste seizoen verscheen vervolgens in 2005 en 2006. Er volgde een tweede seizoen dat in 2007 en 2008 verscheen. Ook verschenen er enkele bonusafleveringen.

## Afleveringen

### Seizoen 1
Er verschenen 26 afleveringen in het eerste seizoen. Deze verschenen oorspronkelijk in 2005 en 2006.
| Nr. Serie | Nr. Seizoen | Oorspronkelijke titel           | Nederlandstalige titel          |  |
| --------- | ----------- | ------------------------------- | ------------------------------- |  |
| 1         | 1           | La casa dei mostri              | Het monsterhuis                 |  |
| 2         | 2           | Il baccello sotto Oldmill       | De monsterplant                 |  |
| 3         | 3           | Gatto in pentola                | De kat in de pot                |  |
| 4         | 4           | Il mostro della porta accanto   | Het monster van hiernaast       |  |
| 5         | 5           | La piramide degli invulnerabili | De piramide van onkwetsbaarheid |  |
| 6         | 6           | Magnacat                        | Magnakat                        |  |
| 7         | 7           | La tana dei bucanieri           | Piraten schuilplaats            |  |
| 8         | 8           | Terrore sul fondo               | Paniek in de diepte             |  |
| 9         | 9           | Mostri sottovuoto               | Monster in blik                 |  |
| 10        | 10          | Zick contro Zick                | Zick tegen Zick                 |  |
| 11        | 11          | L'antica armeria                | Het oude arsenaal               |  |
| 12        | 12          | Il villaggio delle streghe      | Heksendorp                      |  |
| 13        | 13          | Mugalak!                        | Mugalak                         |  |
| 14        | 14          | Riunione di famiglia            | Familie reünie                  |  |
| 15        | 15          | Artigli                         | Klauwen                         |  |
| 16        | 16          | Il party stregato               | Beheksts feest                  |  |
| 17        | 17          | Il ritorno di Magnacat          | De terugkeer van Magnakat       |  |
| 18        | 18          | L'ispettore generale            | De inspecteur generaal          |  |
| 19        | 19          | Il grattacielo infestato        | De spook wolkenkrabber          |  |
| 20        | 20          | Una scarpa per Bombo            | Schoenen voor Bombo             |  |
| 21        | 21          | L'esercito degli scheletri      | Het skeletten leger             |  |
| 22        | 22          | La porta segreta                | De geheime deur                 |  |
| 23        | 23          | Il divoratore                   | De verslinder                   |  |
| 24        | 24          | L'ultimo Domatore               | De laatste temmer               |  |
| 25        | 25          | La grande evasione              | De grote ontsnapping            |  |
| 26        | 26          | Il corno di Kong                | De hoorn van Kong               |  |

### Seizoen 2
Er verschenen 26 afleveringen in het tweede seizoen. Deze verschenen oorspronkelijk in 2007 en 2008.
| Nr. Serie | Nr. Seizoen | Titel                         |  |
| --------- | ----------- | ----------------------------- |  |
| 27        | 1           | Il signore delle streghe      |  |
| 28        | 2           | Un mostro per due             |  |
| 29        | 3           | Il risveglio del drago        |  |
| 30        | 4           | Fidati di me!                 |  |
| 31        | 5           | Un regno per Bombolo          |  |
| 32        | 6           | La caduta di casa Barrymore   |  |
| 33        | 7           | La rivincita di moog          |  |
| 34        | 8           | I pirati dell'unicorno        |  |
| 35        | 9           | Il pupazzo di neve            |  |
| 36        | 10          | I ribelli dell'isola          |  |
| 37        | 11          | Latte e biscotti              |  |
| 38        | 12          | Il circo di Sinistro          |  |
| 39        | 13          | Il vaso di pandora            |  |
| 40        | 14          | Il torneo dei domatori        |  |
| 41        | 15          | Il nemico invisibile          |  |
| 42        | 16          | Blackout                      |  |
| 43        | 17          | Il grande campione            |  |
| 44        | 18          | La centunesima porta          |  |
| 45        | 19          | La formula della paura        |  |
| 46        | 20          | La rivolta delle ombre        |  |
| 47        | 21          | Gli spiriti della foresta     |  |
| 48        | 22          | Il pozzo senza fondo          |  |
| 49        | 23          | Lo spettacolo deve continuare |  |
| 50        | 24          | Fratello vampiro              |  |
| 51        | 25          | Tornando a casa               |  |
| 52        | 26          | La casa nella palude          |  |

### Bonus
Deze afleveringen verschenen nog buiten de 2 seizoenen.
- Il domatore di mostri[10][18]
- I nuovi mostri[10][18]
- Monster Allergy: Back to Back[18]
- Monster Allergy: The Rescue For Final[18]